# Krekenroute
De Krekenroute is een bewegwijzerde toeristische autoroute in Vlaanderen en Zeeuws-Vlaanderen die genoemd werd naar het Meetjeslands krekengebied. De 101 kilometer lange route is bewegwijzerd met zeshoekige blauwwitte borden. De route doet onder andere Eeklo, Sint-Laureins, Watervliet, IJzendijke, Biervliet, Philippine, Terneuzen, Boekhoute, Kaprijke aan.